# Luis Alberto Viana
Luis Alberto Viana (Villa Salto Encantado, 8 de enero de 1962) es un ingeniero químico y político argentino del Partido Justicialista, que se desempeñó como senador nacional por la provincia de Misiones entre 2005 y 2011.

## Biografía
Nació en 1962 en Villa Salto Encantado (pueblo del municipio misionero de Aristóbulo del Valle), hijo de padre argentino y madre de origen ruso. Estudió ingeniería química en la Universidad Nacional de Misiones, donde militó en la Juventud Peronista.
Comenzó su carrera en la empresa provincial de obras sanitarias como administrativo y luego estableció una consultora para asistir a las cooperativas en la región del Litoral. Cuando en 1991 Ramón Puerta fue elegido gobernador de Misiones, Viana se unió a su administración como subsecretario de coordinación del Ministerio de Obras Públicas de la provincia y luego fue designado interventor de la administración provincial de obras sanitarias.
En 1995, fue elegido diputado provincial. Tras su reelección en 1999, se convirtió en presidente del bloque de diputados del Partido Justicialista (PJ) y luego en presidente de la Cámara de Representantes de la Provincia de Misiones.
En las elecciones legislativas de 2005 fue elegido senador nacional por Misiones, integrando el bloque del Frente para la Victoria (FPV). En el Senado fue vocal en las comisiones de Legislación General; Industria y Comercio; Agricultura, Ganadería y Pesca; Minería, Energía y Combustibles; y de Turismo.
En 2008 votó a favor del proyecto de Ley de Retenciones y Creación del Fondo de Redistribución Social, al año siguiente también apoyó la Ley de Servicios de Comunicación Audiovisual y en 2010 se opuso a la Ley de matrimonio entre personas del mismo sexo. En los años 2006 y 2011 no pronunció ninguna palabra durante todas las sesiones de la cámara alta. Su mandato finalizó en 2011.
En 2007 conformó un frente local dentro del kirchnerismo para postularse a gobernador en las 
elecciones provinciales de ese año. Fue candidato a gobernador por el Frente para la Victoria en las elecciones provinciales de 2011. Acompañado por Germán Pablo Sáez como candidato a vicegobernador, la fórmula quedó en quinto lugar con poco más del 3 % de los votos.
En el ámbito partidario, condujo la línea interna Nuevo Peronismo y presidió el PJ de Misiones.